# Affitto per 99 anni
L'Affitto per 99 anni dall'inglese "99-year lease" fu, durante la common law medievale, l'affitto più lungo ammesso dalla legge riguardo a beni materiali.
Pur non essendo una norma stabilita da una fonte normativa ufficiale, risulta convenzionalmente applicata nei paesi di lingua anglosassone e rientra negli usi locali.

## Nel diritto nazionale
Sotto la tradizionale culturale americana, il termine novantanove anni non doveva essere considerato letteralmente, ma semplicemente come un periodo arbitrario che andava oltre la speranza di vita di ogni possibile locatario o locatore. In alcuni Stati americani, il termine di 99 anni, considerato alla lettera, continua ad essere il più lungo termine di locazione di un bene materiale disciplinato da un contratto, ma, mentre alcuni Stati hanno stabilito per legge un termine di locazione infinito, altri hanno imposto un tempo più breve.

## Nel diritto internazionale
La Gran Bretagna ha intrattenuto una concessione con la Cina riguardo ai New Territories, una delle tre regioni di Hong Kong, durata dal 9 giugno 1898 al 1º luglio 1997.
Il Destroyers for bases agreement stabiliva la possibilità da parte degli Stati Uniti di stabilire diverse basi miliari - su alcune isole che facevano capo al Regno Unito - per un periodo di 99 anni a partire dal 1940.